# Thiobarbital
Thiobarbital ist ein mittellang wirksames Barbiturat mit vorwiegend hypnotischer Wirkung. Strukturell ist es ein Barbitursäure-Derivat, wobei jedoch ein Keto-Sauerstoffatom durch Schwefel ersetzt ist (Thiobarbiturat); dies ist der einzige Unterschied zu seinem Analogon Barbital. In Deutschland sind weder in der Human- noch Veterinärmedizin Medikamente auf Thiobarbital-Basis zugelassen.

## Wirkung, Metabolisierung und Verwendung
Thiobarbital hat – wie auch Pentobarbital – neben der schlafinduzierenden eine analgetische Wirkung. Weiterhin ist es ein Thyroid-Inhibitor. Im Tierversuch trat eine Beeinträchtigung der Nierenfunktion auf. Bei der Metabolisierung im Körper erfolgt eine oxidative Desulfuration, wobei aus Thiobarbital Barbital entsteht.
Thiobarbital wird als Nachweisreagenz zur kolorimetrischen Bestimmung von Nikotin-Metaboliten eingesetzt.